# 제38군 (소련)

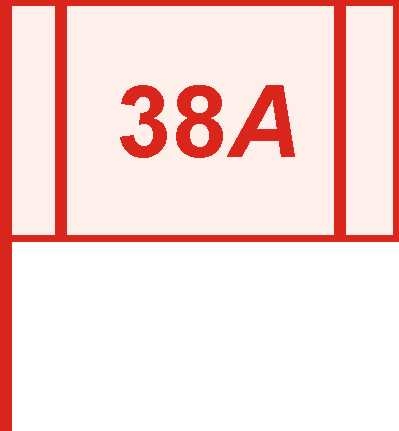

제38군(러시아어: 38-я армия) 또는 제38적기군은 1941년 창설되어 1991년 해체된 소련군의 야전군이다. 제2차 세계 대전부터 바르샤바 조약군의 체코슬로바키아 침공 등 다양한 곳에 실전배치되었다.